# Jan Kulhánek (Handballspieler)
Jan Kulhánek (* 26. Mai 1981 in Pelhřimov) ist ein ehemaliger tschechischer Handballspieler.

## Karriere
Der 1,88 m große und 109 kg schwere Torwart begann seine Laufbahn beim HK Lovosice. Mit SKP Frýdek-Místek nahm er zweimal am EHF-Pokal teil und wurde 2003 Tschechischer Meister. 2005 kam er zum deutschen Zweitligisten ASV Hamm, mit dem er das Achtelfinale im DHB-Pokal 2007/08 erreichte. 2008 wechselte er zum Bundesligisten TUSEM Essen, mit dem er am Ende seiner ersten Saison absteigen musste. In der Saison 2011/12 gelang ihm der Wiederaufstieg. Nachdem er 2012/13 erneut den Gang in die zweite Liga antreten musste, schloss er sich im Sommer 2013 dem Zweitligisten SG BBM Bietigheim an. Mit Bietigheim stieg er 2014 in die Bundesliga auf. Ab dem Sommer 2015 hütete Kulhánek das Tor des HSC 2000 Coburg. Nach der Saison 2021/22 beendete er seine Laufbahn. Nachdem sich Coburgs Torhüter Kristian van der Merwe einer erneuten Operation unterziehen musste, wurde Kulhánek reaktiviert. Nach der Saison 2022/23 beendete er endgültig seine Karriere.
Für die tschechische Männer-Handballnationalmannschaft bestritt Kulhánek fünf Länderspiele.